# Bactrocera endiandrae
Bactrocera endiandrae
 es una especie de díptero que Perkins y May describieron por primera vez en 1949. Bactrocera endiandrae pertenece al género Bactrocera de la familia Tephritidae.  